# A11 (motorväg, Belgien)

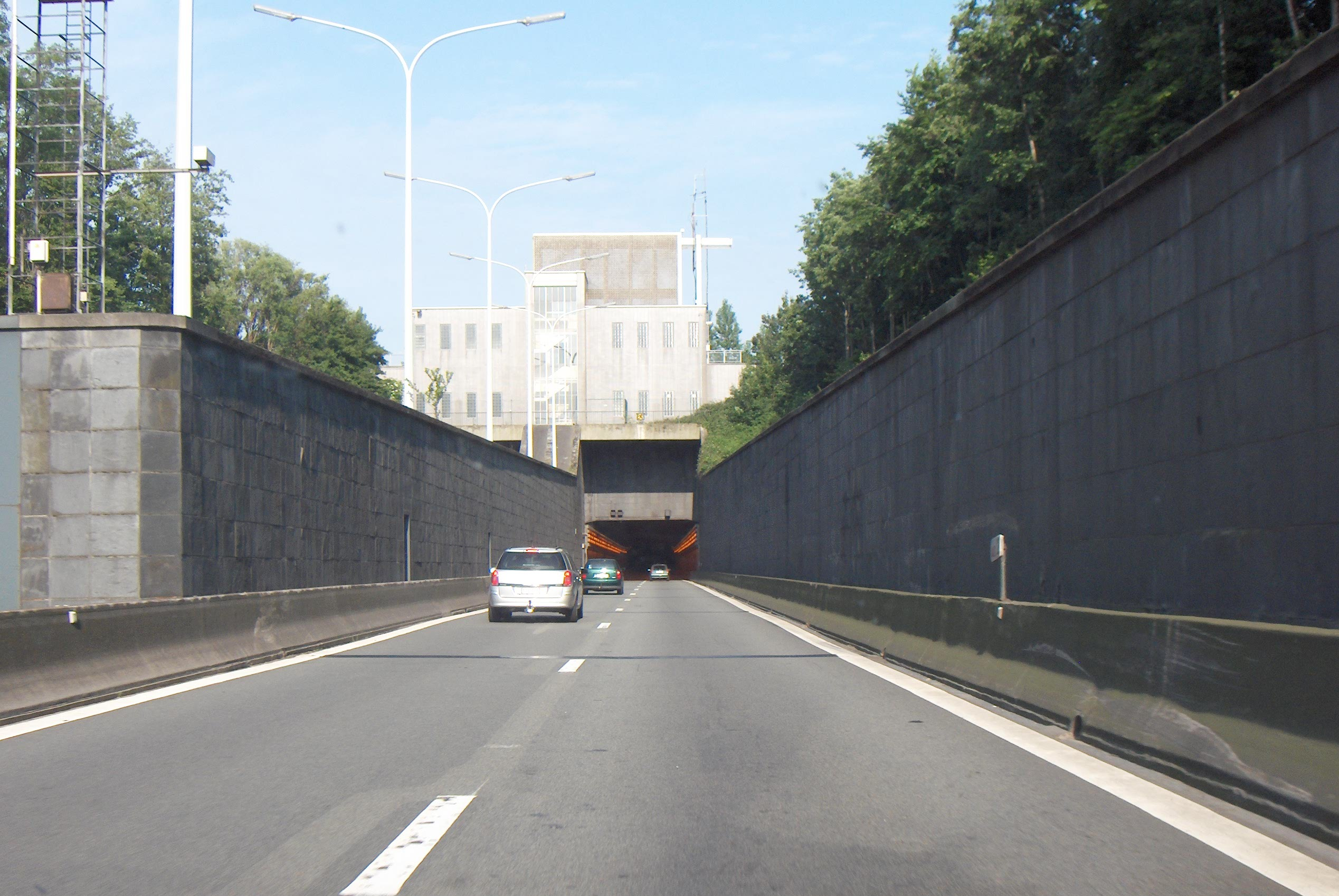
Zelzatetunneln

A11 är en motorväg i Belgien som går mellan Antwerpen och Zeebrygge.